# UFC 93
UFC 93: Franklin vs. Henderson fue un evento de artes marciales mixtas celebrado por Ultimate Fighting Championship el 17 de enero de 2009 en el The O2, en Dublín, Irlanda.

## Historia
El evento principal contó con un combate de peso semipesado entre el excampeón de peso medio de UFC Rich Franklin y el excampeón de peso medio/welter de PRIDE Dan Henderson. El ganador de este combate se convertiría en el entrenador del equipo de Estados Unidos junto a Michael Bisping (entrenador de Reino Unido) en el The Ultimate Fighter: United States vs. United Kingdom.
En el evento coprincipal se enfrentaron Maurício Rua y Mark Coleman en lo que sería la revancha de su combate en 2006, en el cual, Coleman fue el vencedor.

## Premios extra
Cada peleador recibió un bono de $40,000.
- Pelea de la Noche: Marcus Davis vs. Chris Lytle y Mark Coleman vs. Maurício Rua
- KO de la Noche: Dennis Siver
- Sumisión de la Noche: Alan Belcher